# Ключарки
Ключарки́ (укр. Ключарки) — село в Мукачевской городской общине Мукачевского района Закарпатской области Украины.
Население по переписи 2001 года составляло 2632 человека. Почтовый индекс — 89626. Телефонный код — 3131. Занимает площадь 3,796 км². Код КОАТУУ — 2122783801.

## Известные уроженцы
- Габовда, Янош Павлович – советский футболист.
- Решко, Стефан Михайлович – советский футболист.